# Brookfield, Victoria
Brookfield är en del av en befolkad plats i Australien. Den ligger i kommunen Melton och delstaten Victoria, omkring 38 kilometer väster om delstatshuvudstaden Melbourne. Antalet invånare är 3 168. Den ligger vid sjön Melton Reservoir.
Runt Brookfield är det ganska tätbefolkat, med 90 invånare per kvadratkilometer.. Närmaste större samhälle är Melton, nära Brookfield. 
Trakten runt Brookfield består i huvudsak av gräsmarker. Genomsnittlig årsnederbörd är 971 millimeter. Den regnigaste månaden är juni, med i genomsnitt 115 mm nederbörd, och den torraste är januari, med 34 mm nederbörd.